# Haoqiu zhuan
Haoqiu zhuan (chinois 好逑傳, « le Choix bienheureux ») est un roman chinois, appartenant au genre du « roman de la belle et du lettré » (caizi jiaren xiaoshuo (en)).
Le Haoqiu zhuan a paru sans doute en 1683. Son auteur n'est connu que par un pseudonyme, Mingjiao zhong ren (« l'homme de l'école des Noms »). L'ouvrage relate une histoire d'amour entre un jeune lettré et une belle jeune fille, marquée du sceau d'un certain moralisme confucéen.
Le Haoqiu zhuan est le premier roman long chinois traduit dans une langue occidentale (en anglais, par Thomas Percy en 1761). Il a aussi été adapté en japonais par Takisawa Bakin, avec le titre de Kyōkakuden (Les Chevaleresques).

## Personnages
- Shui Bingxin (C: 水冰心, P: Shuǐ Bīngxīn, W: Shui Ping-hsin) - Dans la traduction de D'Arcy, elle est Chouï-Ping-Sin.
- Tie Zhongyu (T: 鐵中玉, S: 铁中玉, P: Tiě Zhōngyù, W: T'ieh Chung-yü) - Dans la traduction de D'Arcy, il est Tie-Tchoung-Yu.

## Traductions
- (en) Hau Kiou Choann, or The Pleasing History,  trad. Thomas Percy, Londres, 1761, vol. II [lire en ligne], vol. III [lire en ligne], vol. IV [lire en ligne]
- (en) The Fortunate Union, trad. John Francis Davis (en), Londres, 1829. [lire en ligne]
- Hao-Khieou-Tchouan, ou La Femme accomplie, trad. Guillard d'Arcy, Paris, 1842 [lire en ligne]
- La Brise au clair de lune, le deuxième livre de génie, trad. George Soulié de Morant, Grasset, « Les Cahiers verts », 1925, rééd. « Les Cahiers rouges », 2004 [lire en ligne] (Archive)